# Президентские выборы в Габоне (2005)
Президентские выборы в Габоне проходили 27 ноября 2005 года. Президент Габона с 1967 года Омар Бонго вновь выдвинул свою кандидатуру. Кроме него в выборах участвовало ещё четыре кандидатов. Бонго победил, набрав 79,2 %. 19 января 2006 года прошла инаугурация Бонго на следующий 7-летний срок, который он не закончил, умерев 8 июня 2009 года.

## Контекст
6 октября 2005 года президент Национальной избирательной комиссии Жильбер Нгулакиа объявил, что выборы пройдут 27 ноября 2005 года, для сил безопасности выборы были назначены на 2 дня раньше 25 ноября. Оппозиционный лидер Зашари Мибото объявил, что это является ещё одним доказательством того, что закон искажается для обеспечения нахождения правящего режима у власти, так как более раннее голосование у солдат облегчает манипуляцию выборами в связи с тем, что они смогут проголосовать второй раз 27 ноября. Официально объяснялось, что солдаты могут понадобиться для обеспечения мира во время выборов основного населения.

## Результаты
| Кандидат                                                                                   | Партия                             | Голоса  | %     |
| ------------------------------------------------------------------------------------------ | ---------------------------------- | ------- | ----- |
| Омар Бонго                                                                                 | Габонская демократическая партия   | 275 819 | 79,18 |
| Пьер Мамбунду                                                                              | Союз габонского народа             | 47 410  | 13,61 |
| Зашари Мибото                                                                              | Независимый                        | 22 921  | 6,58  |
| Огюстен Муссаву Кинг                                                                       | Габонская социалистическая партия  | 1149    | 0,33  |
| Кристиан Маронга                                                                           | Союз демократов                    | 1045    | 0,30  |
| Недействительных/пустых бюллетеней                                                         | Недействительных/пустых бюллетеней | 4782    | -     |
| Всего                                                                                      | Всего                              | 353 126 | 100   |
| Проголосовавших избирателей/Явка                                                           | Проголосовавших избирателей/Явка   | 554 967 | 63,63 |
| Источник: African Elections Database Архивная копия от 13 сентября 2018 на Wayback Machine |                                    |         |       |